# Могилицы (Ярославская область)
В Ярославской области есть деревни с созвучными названиями: Могильца — в Глебовском сельском поселении Рыбинского района и Могильцы — в Слободском сельском поселении Угличского района.
Могилицы  — деревня Охотинского сельского поселения Мышкинского района Ярославской области .
Деревня стоит на правом, северном берегу реки Юхоть, в её нижнем течении. Ниже её по течению реки на правом берегу стоит только деревня Борок. По южному, ближнему к Юхоти, краю деревни проходит дорога, следующая по правому берегу к районному центру Большое Село, около деревни Борок эта дорога выходит на федеральную трассу Р104. Деревня Борок стоит на небольшом расстоянии к западу от Могилиц, к югу от дороги на Большое Село и востоку от федеральной трассы. Выше Могилиц по течению стоит деревня Дубровки, которая начинается непосредственно на восточной околице Дубровок, но с другой, южной стороны от дороги на Большое Село. Река Юхоть в данном месте существенно расширена за счет вод Рыбинского водохранилища. На противоположном левом берегу на карте обозначен пионерский лагерь ,.
Деревня Могилица указана на плане Генерального межевания Рыбинского уезда 1792 года.
На 1 января 2007 года в деревне Могилицы числилось 9 постоянных жителей . Почтовое отделение, находящееся в селе Охотино, обслуживает в деревне 19 домов .